# Kanáli (ort i Grekland, Epirus)
Kanáli är en ort i Grekland.   Den ligger i prefekturen Nomós Prevézis och regionen Epirus, i den centrala delen av landet, 290 km väster om huvudstaden Aten. Kanáli ligger 90 meter över havet och antalet invånare är 964.
Terrängen runt Kanáli är platt åt sydost, men åt nordväst är den kuperad. Havet är nära Kanáli åt sydväst.Runt Kanáli är det ganska glesbefolkat, med 42 invånare per kvadratkilometer. Närmaste större samhälle är Preveza, 13,4 km söder om Kanáli. Trakten runt Kanáli består till största delen av jordbruksmark.